# Ruhrkohlehaus
Mit Ruhrkohlehaus oder Haus der Ruhrkohle bezeichnet man Gebäude, die dem Verkauf oder auch der Verwaltung von Ruhrkohle dienten. Später verstand man darunter bauliche Niederlassungen der Ruhrkohle AG, unabhängig von deren Zweck.
Der Artikel beschreibt die Funktion und historische Bedeutung des ehemaligen Ruhrkohlehauses im Essener Südviertel in der ehemaligen Berthastraße (heute: Frau-Bertha-Krupp-Straße). Es ging aus dem Verwaltungssitz eines Großkartells hervor, war nach dem Zweiten Weltkrieg die Verkaufsstelle einer von den Alliierten bzw. der jungen Bundesrepublik kontrollierten Bergwerksgruppe und zwischen 1969 und bis zum Abriss 1997 Sitz der Ruhrkohle AG. Danach wurde an dieser Stelle die sogenannten Relling-Häuser errichtet, in denen heute Evonik ansässig ist.

## Allgemeines
Das wichtigste und den Begriff prägende dieser wirtschaftlichen Zweckbauten war das Ruhrkohlehaus in Essen, das zwischen 1949/52 und 1997 bestand. Weitere Ruhrkohle-Häuser befinden sich in:
- Berlin: das „Ruhrkohle-Haus Charlottenburg“, Bismarckstraße 107, von 1958/59. „Das Haus ist Sitz der RAG Aktiengesellschaft (früher Ruhrkohleverband) […]“,[1]
- Essen: das „Ruhrkohle-Haus II“, erbaut 1956–1960 von Egon Eiermann[2]
- Hagen: das „Haus der Ruhrkohle“, Gerichtsstraße 2, erbaut 1925/26 für die Kohlehandelsgesellschaft Mark,[3] bereits vor dem Zweiten Weltkrieg erbaut und für eine mittelständische Firma errichtet
- Winterberg: „Ruhrkohlehaus“, Seminarzentrum und Freizeitheim der Ruhrkohle AG[4]

## Geschichtlicher Hintergrund
Im 19. Jahrhundert war die Ruhrkohle kartelliert. Das 1893 gegründete Rheinisch-Westfälische Kohlen-Syndikat (RWKS) umfasste die meisten Zechen des Ruhrgebiets und vertrieb für seine Mitglieder alle Kohlenarten. Sitz des Kartells und seiner zentralen Verkaufsstelle war Essen. 1945 wurde das RWKS offiziell aufgelöst, blieb aber unter anderen Namen (Deutscher Kohlenverkauf, Gemeinschaftsorganisation Ruhrkohle, Verkaufsgesellschaften Präsident, Geitling, Mausegatt) als politisch kontrolliertes Verkaufskartell bis 1969 existent. Danach wurden die Kartellstrukturen endgültig durch Bildung des Ruhrkohle-Konzerns aufgehoben. Über viele Jahrzehnte hinweg war im Syndikatshaus, und anschließend im 1952 fertiggestellten Ruhrkohlehaus Essen, die im Revier produzierte Kohle verkauft worden.
Als Organisationszentrale des größten Kohlereviers auf dem europäischen Kontinent war das RWKS auch politisch wichtig. In der Weimarer Republik stand das RWKS für eine neugeschaffene Kategorie öffentlich-rechtlicher Kartelle mit Beteiligung der Arbeiter und anderer Interessengruppen. Das Syndikatsgebäude selbst war von strategischer Bedeutung: Während der Ruhrbesetzung wurde es von französischen Truppen bevorzugt eingenommen. Während des Zweiten Weltkriegs wurden von dort die gesamte westeuropäische Kohleproduktion und das Gros der kontinentalen Kohleversorgung gesteuert. 1943 diente das Gebäude als Angriffsziel alliierter Luftangriffe.

## Vorgängerbau: das Syndikatsgebäude

Geschäftsgebäude des Rheinisch-Westfälischen Kohlen-Syndikats um 1900 (ehemalige Berthastraße von Osten)

Um den Sitz des neugegründeten RWKS entbrannte 1893 eine Konkurrenz zwischen den Städten Bochum, Dortmund und Essen. Essen entschied diesen Wettstreit für sich. Nach den Wünschen des Syndikats hatten die Stadtväter bis 1894 ein repräsentatives Gebäude errichten lassen (ehemalige Berthastraße), das 1905 noch einen Anbau erhielt (Syndikatstraße, später: Gärtnerstraße). Um die Jahrhundertwende 1900 arbeiteten darin mehr als einhundert Menschen; 1935 hatte das RWKS 895 Beschäftigte. Das Gebäude war 1943 zweimal Ziel alliierter Luftangriffe und wurde, bis auf den Anbau von 1905, vollständig zerstört.
Im Anbau des ursprünglichen Syndikatsgebäudes lagen der prachtvoll ausgestaltete, kunsthistorisch wertvolle Sitzungssaal des RWKS und der ebenso gestaltete Vorraum (Flur-/Treppenhausbereich). Damit hatten repräsentative Teile des alten Syndikatsgebäudes den Zweiten Weltkrieg überstanden und wurden Teil des 1952 fertiggestellten Ruhrkohlehauses.

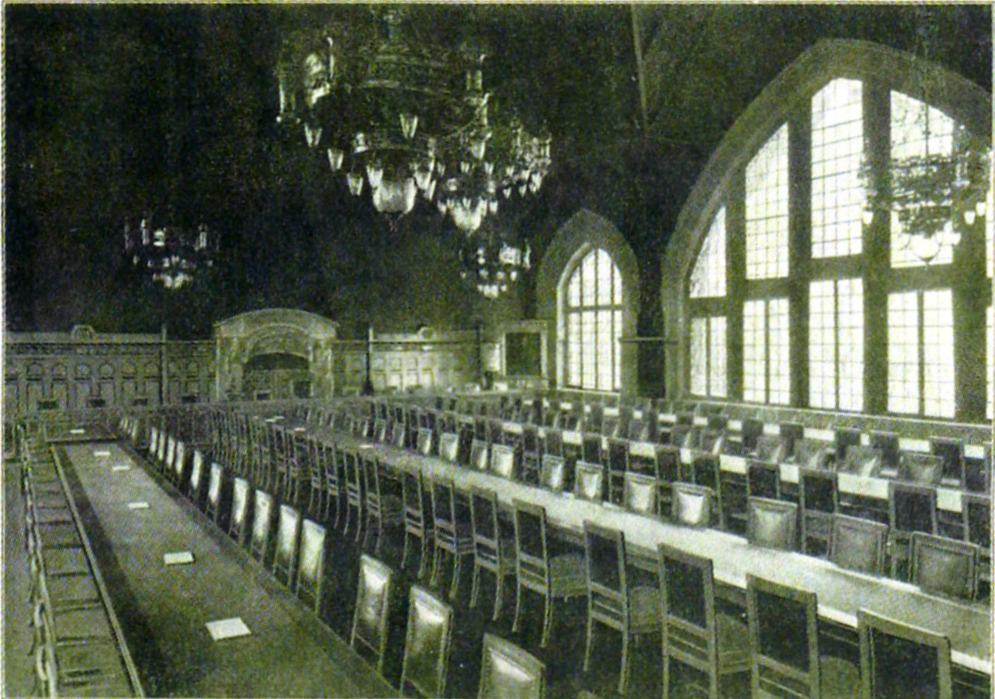
Syndikats-Sitzungssaal
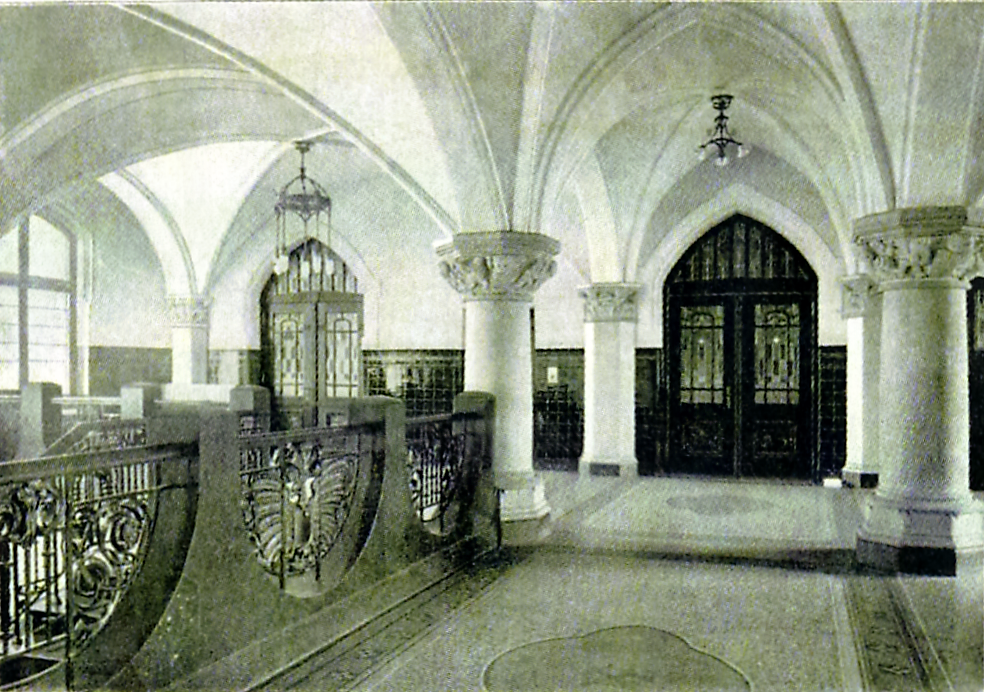
Vorraum zum Syndikats-Sitzungssaal

## Neuerrichtung als Ruhrkohlehaus
Für die Abwicklung des Verkaufs von Ruhrkohle wurden neue Büroflächen benötigt. Nach der Zerstörung des Syndikatsgebäudes hatte die Verkaufsabwicklung im Gymnasium in Bredeney eine vorläufige Bleibe gefunden. Es musste jedoch eine dauerhafte Lösung geschaffen werden, und dies sollte ein Neubau an der bisherigen Stelle in Essen sein. Der Nachfolgebau für das Syndikatsgebäude konnte aber nicht wieder „Syndikatsgebäude“ heißen, da das Kohlesyndikat von den Alliierten offiziell aufgelöst worden war und das Kartellwesen generell verboten bleiben sollte. So kam der Ersatzname „Ruhrkohlehaus“ auf.
Das neue Gebäude wurde zwischen 1949 und 1952 nach noch vorhandenen Plänen von 1936, die damals nicht verwirklicht wurden, wiederaufgebaut. Das nun als „Ruhrkohlehaus“ bezeichnete Bauwerk erhielt durch die Verwendung dieser bestehenden Pläne die Funktionalität und Ästhetik eines Syndikatsgebäudes, also eines idealtypischen späten Kartellgebäudes.
Der erhalten gebliebene Flügel des Syndikatsgebäudes aus dem Jahr 1905 wurde in den Neubau integriert. Das neue „Ruhrkohlehaus“ behielt nun über Jahrzehnte die exakt gleiche Funktion als zentrale Verkaufsstelle für Ruhrkohle – wie zu Syndikatszeiten. Umbenennungen oder Aufspaltungen hatten einen vor allem kosmetischen Charakter. 1952 taufte man den Deutschen Kohlenverkauf in Gemeinschaftsorganisation Ruhrkohle um. 1957 wurde das Gebäude zur wenigstens optischen „Entflechtung“ von drei formell unabhängigen Verkaufsgesellschaften durch eine Vielzahl improvisierter Trennwände aufgeteilt, die aber tatsächlich durch geheime Zwischentüren durchgängig blieben.

### Kunst am Bau: Referenzen an den Bergbau

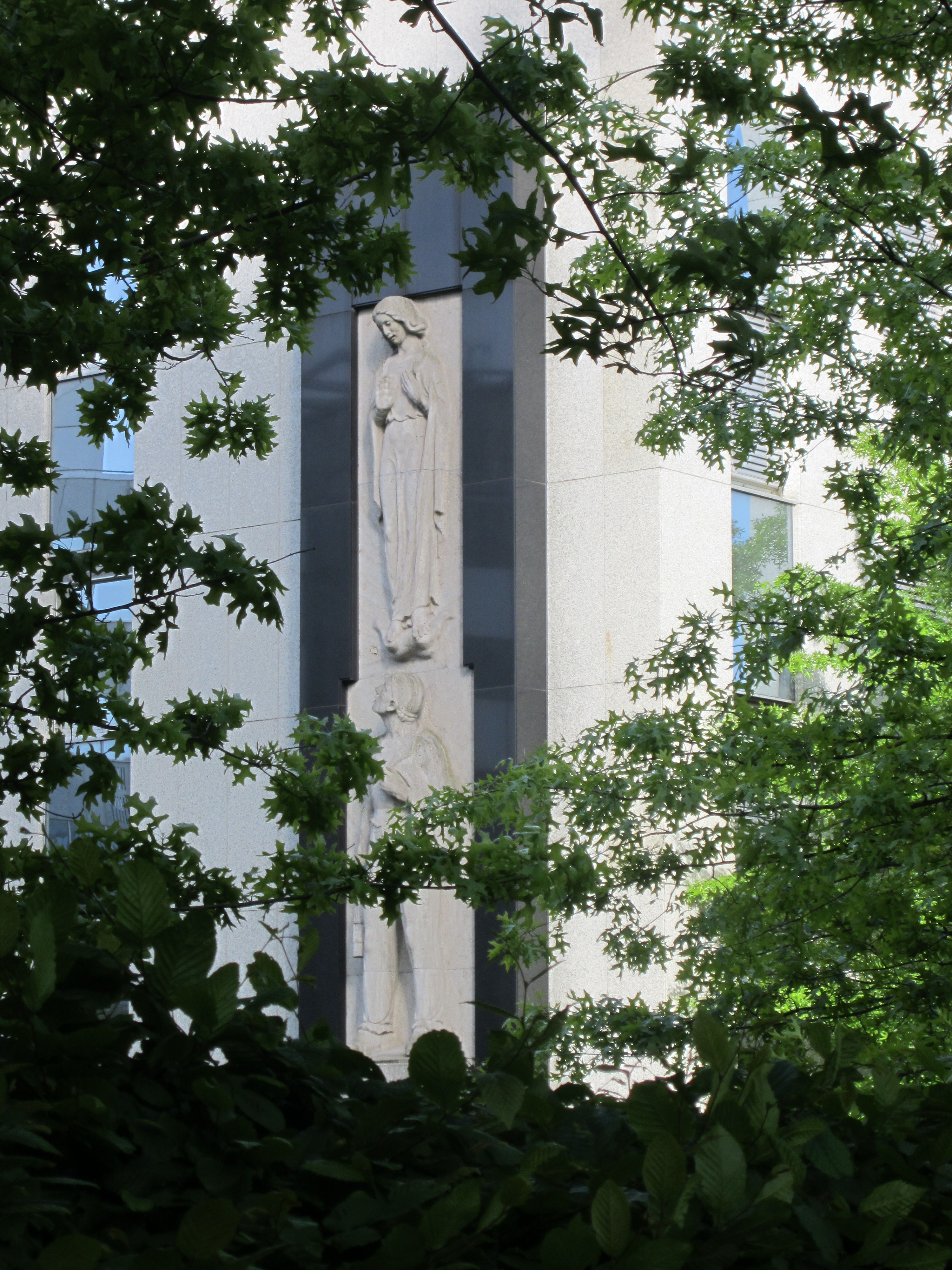
Heilige Barbara mit Bergmann am Evonik-Haus, einst am Ruhrkohlehaus

An der alten Backsteinfassade des 1997 niedergelegten Ruhrkohlehauses war die Heilige Barbara als Schutzpatronin des Bergbaus mit einem Bergmann in Form einer Natursteinplastik angebracht. Diese Plastik ist heute im Innenhof an der Fassade der Evonik-Konzernzentrale anzuschauen.
Die Steile Lagerung, 1989 vor dem Gebäude auf dem Platz Freiheit aufgestellt, ist ein Denkmal, das folgende Widmung enthält:

„Zur Ehrung der Bergleute und ihrer schwierigen Arbeit unter Tage von Bürgern, Unternehmen des Reviers und der Stadt Essen.“

## Abriss
1997 wurde das Ruhrkohlehaus abgerissen, um einem repräsentativen Neubau der Zentrale der RAG Aktiengesellschaft Platz zu machen. Der Abbruch war damals umstritten. Das zuständige Denkmalpflegeamt des Landschaftsverbandes Rheinland hatte sich in einem Gutachten von 1990 für eine Erhaltung des Gebäudes ausgesprochen. Begründet wurde diese Stellungnahme mit der stadthistorischen Bedeutung, nicht mit der besonderen Wirtschaftskultur eines hochentwickelten Kartells respektive dem früheren Weltruf des RWKS. Die Stadt Essen gab dem Abrissantrag der Ruhrkohle AG nach, inklusive einer Änderung von Straßenzuschnitten und -benennungen.

## Denkmalwert des Ruhrkohlehauses (1949–1997)
In den 1990er Jahren hatte man den Denkmalwert des Ruhrkohlehauses vor allem an seiner stadthistorischen und architektonischen Bedeutung gemessen: einerseits ansehnlich-solide und andererseits ein düster wirkendes Klinkergebäude, ein Zweckbau wie andere auch. Da er der Neugestaltung des Südviertels entgegenstand, wurde er abgerissen.
Andere Gesichtspunkte lassen einen über die Stadt Essen deutlich hinausgehenden Denkmalwert erkennen:
- Die Funktion Schreibtisch des Ruhrgebiets, also Kohle-Verwaltung für das gesamte Revier, wurde durch das Ruhrkohlehaus symbolisiert.
- In seiner Eigenschaft als bereits 1936 geplantes Syndikatsgebäude war das Ruhrkohlehaus ein idealtypisches, spätes Kartellgebäude. Es wäre zu vergleichen gewesen mit dem Stahlhof in Düsseldorf, das den gleichen Zweck hatte.[14]
- Das „größte Industriekartell aller Zeiten“ (1893) respektive „Idealkartell der Welt“ (1939) besitzt eine historische Alleinstellung und könnte wegen seiner Einzigartigkeit Gedenken verdienen.

Der Kartelltheoretiker H. A. Leonhardt führte 2013 aus, wie wichtig die Syndikatszentralen für Kohle und Stahl für die regionalwirtschaftliche Entwicklung des Ruhrgebiets, für seinen Aufstieg zu einer Region mit einer einzigartig dichten und durchdachten Infrastruktur gewesen waren. Aufgrund dessen plädierte er dafür, die besondere „regionalwirtschaftliche Organisationskunst“ der Syndikate als ein immaterielles Kulturgut aufzufassen und unter den Welterbeschutz der UNESCO zu stellen, bevor sie ganz in Vergessenheit gerät. Geeignete Erinnerungsorte seien Düsseldorf und Essen. In Essen sei im Minimum am früheren Standort des Ruhrkohlehauses eine Gedenktafel aufzustellen.

## Nachfolgebauten: Relling-Hochhäuser

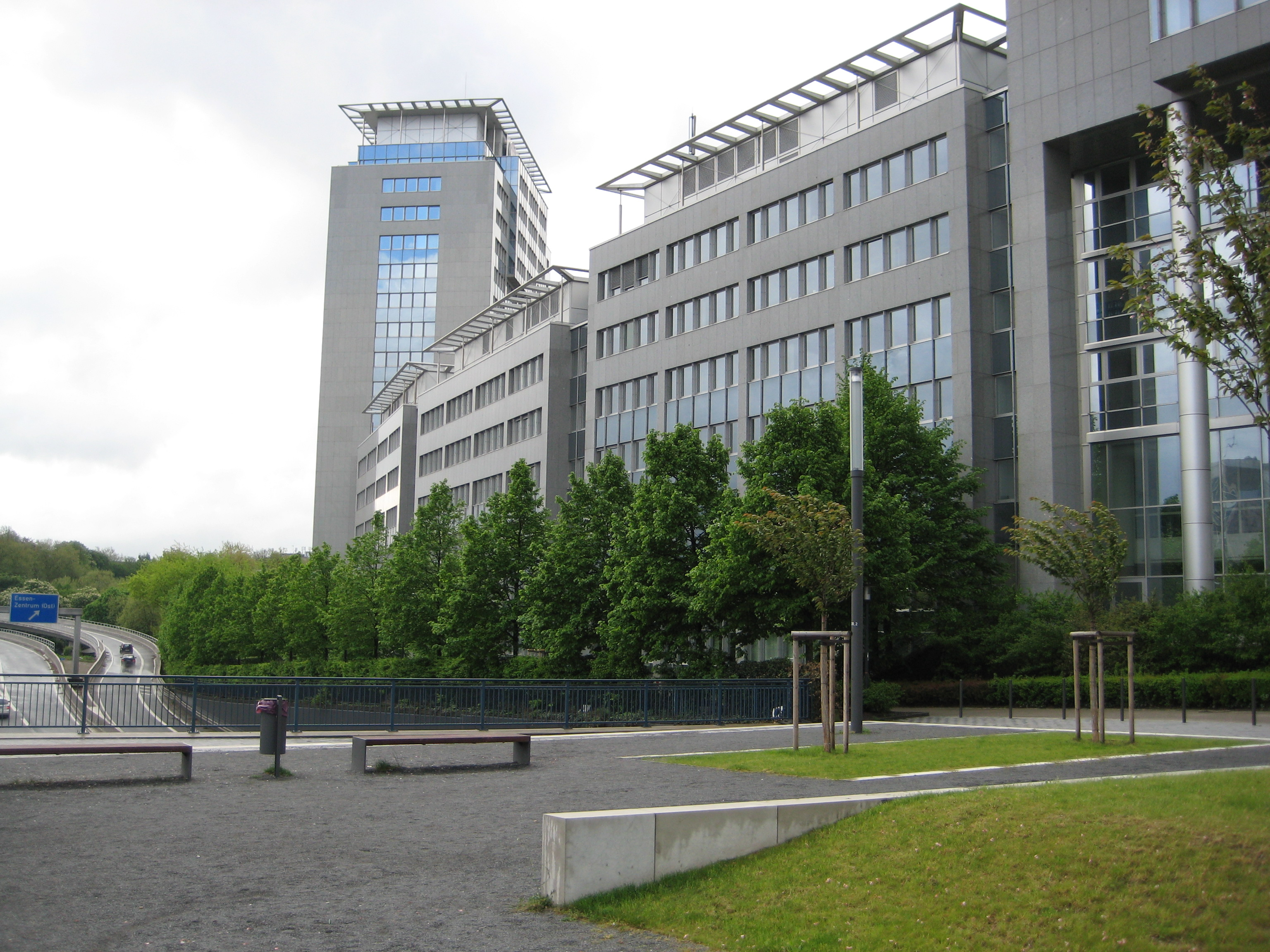
Evonik-Konzernzentrale (heutige Frau-Bertha-Krupp-Straße von Westen)

In den Hochhäusern mit markant blauer Silhouette war bis 2007 die Ruhrkohle AG und ist seitdem Evonik ansässig.